# Peter Steppuhn

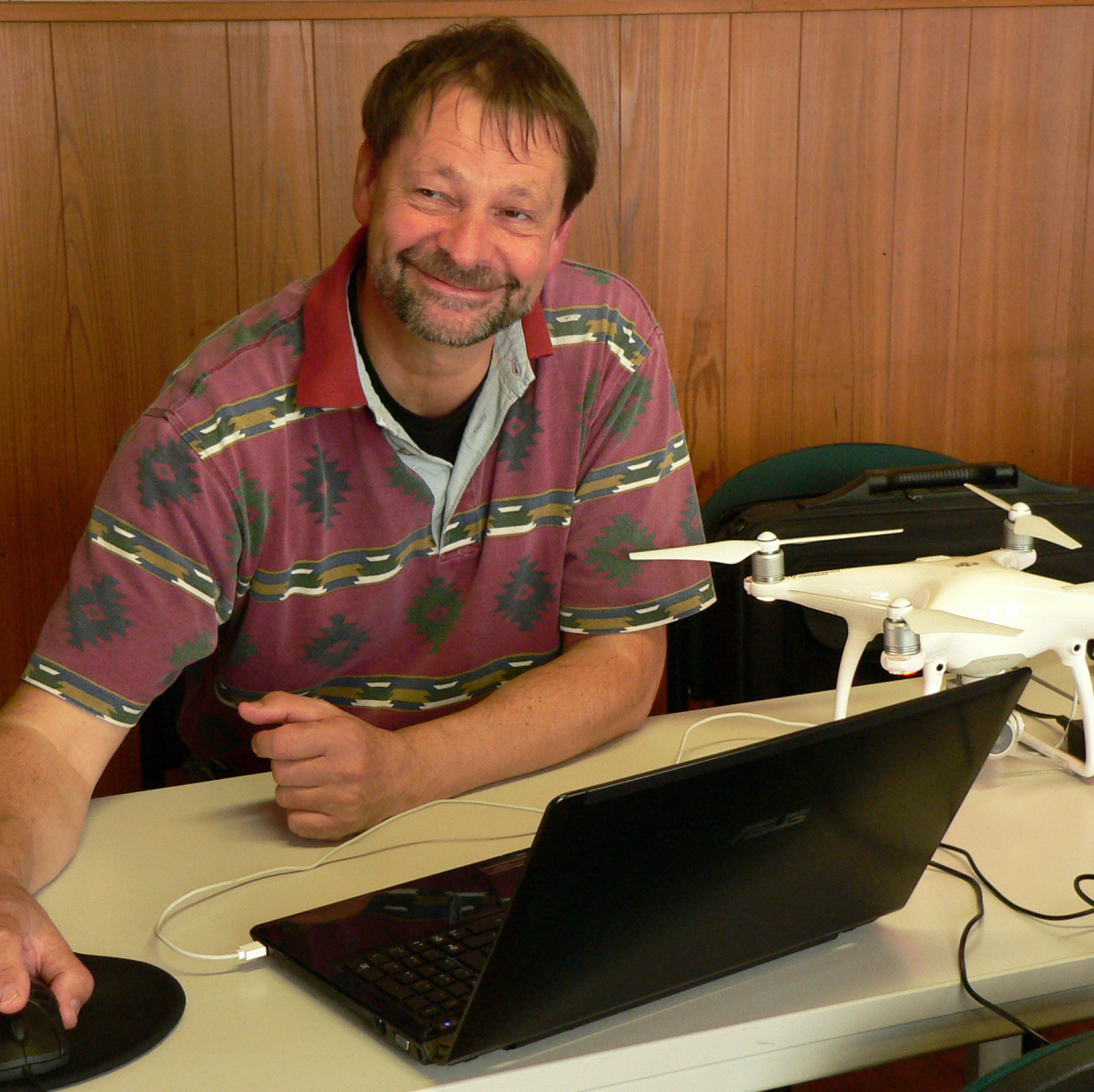
Peter Steppuhn, 2016

Peter Steppuhn (* 19. März 1956 in Friesoythe; † 17. April 2018 in Nienburg/Weser) war ein deutscher Ur- und Frühgeschichtler. Sein Spezialgebiet war die Archäologie des Glases.

## Leben
Steppuhn besuchte von 1962 bis 1966 die Katholische Volksschule Mittelsten Thüle und von 1966 bis 1976 das Albertus-Magnus-Gymnasium in Friesoythe. Nach dem Abitur leistete er seinen knapp zweijährigen Wehrdienst ab und studierte dann an der Universität Münster von 1978 bis 1981 Ur- und Frühgeschichte, Alte, Mittlere und Neuere Geschichte, Volkskunde, Kunstgeschichte und Klassische Archäologie. Anschließend setzte er sein Studium an der Universität Kiel fort und beendete es 1988 dort. Während des Studiums nahm er an Ausgrabungen in Niedersachsen sowie Nordrhein-Westfalen teil und konzipierte archäologische Ausstellungen, unter anderem im Wikinger Museum Haithabu und im Schlossmuseum Jever. Steppuhn promovierte in Kiel bei Michael Müller-Wille zum Thema Die Glasfunde von Haithabu. Anschließend führte er von 1989 bis 1991 das von der Deutschen Forschungsgemeinschaft geförderte Projekt Glasfunde des 11. bis 17. Jahrhunderts aus Schleswig durch.
In den 1990er Jahren war Steppuhn bei der Hansestadt Lübeck und beim Archäologischen Landesmuseum Schleswig in vielfältiger Weise denkmalpflegerisch tätig. Dazu kamen Ausgrabungen in Greifswald, Lübeck, Rostock und Wismar sowie Fundbearbeitungen, Ausstellungstätigkeiten und die Organisation von Veranstaltungen, wie Tagungen und Kongresse.

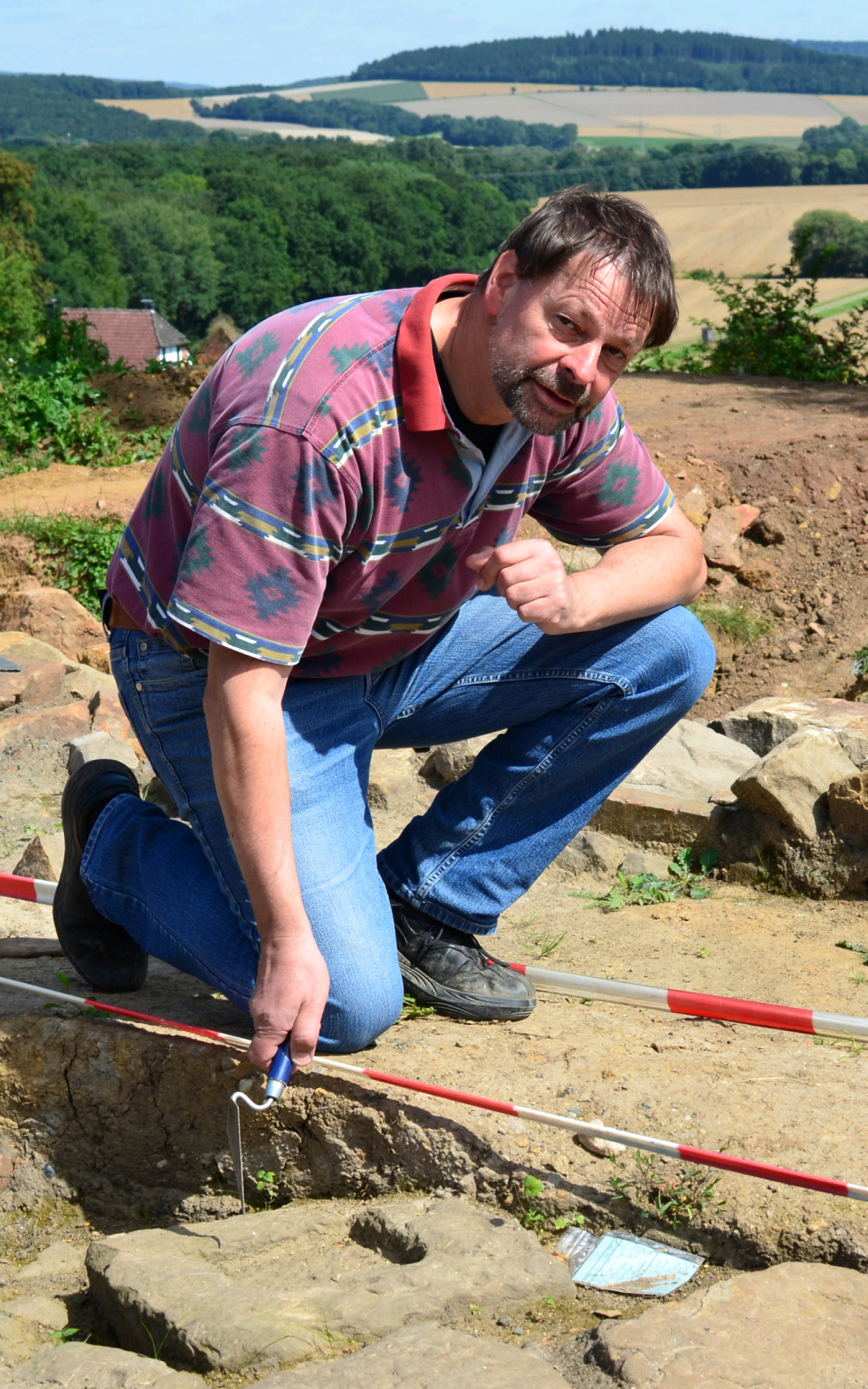
Peter Steppuhn bei der Ausgrabung der Glashütte Klein Süntel, 2016

Von 2001 bis 2003 war er wissenschaftlicher Mitarbeiter der Lüneburger Stadtarchäologie, wo er ältere Glasfunde aufarbeitete und publizierte sowie die Wander-Ausstellung Glaskultur in Niedersachsen realisierte. Im Anschluss war Peter Steppuhn bis 2009 beim Landesamt für Kultur und Denkmalpflege Mecklenburg-Vorpommern tätig und nahm in dieser Zeit archäologische Untersuchungen landesweit auf Fundplätzen unterschiedlicher Zeitstellungen vor. In den Jahren 2004 und 2005 kuratierte er in Wismar die Landesausstellung „Archäologie unter dem Straßenpflaster“. Ab 2009 war Steppuhn zunächst in der Öffentlichkeitsarbeit zur Großgrabung im Lübecker Gründungsviertel tätig und leitete dort ab 2014 archäologische Untersuchungen. 2015 und 2016 arbeitete Steppuhn Flachglas-Funde von der Domburg Münster auf und publizierte sie. Darüber hinaus leitete er ab 2016 im Auftrag des Vereins Forum Glas die Ausgrabung der neuzeitlichen Glashütte Klein Süntel, bereitete die Funde archäologisch auf und wertete sie aus.
Zum Thema Glas war Steppuhn auch ehrenamtlich tätig. Seit 2002 organisierte er das Internationale Glassymposium und veröffentlichte die Beiträge. Er war Mitglied des Historie-Arbeitskreis-Glashütten in Glashütten im Taunus. Anfang der 2000er Jahre leitete er dort Ausgrabungen an vier Glashütten-Standorten, darunter die der Glashütte an der Emsbachschlucht. 2003 wurde er Beirat im Ressort Glasarchäologie der Deutschen Glastechnischen Gesellschaft. Im Taunus konzipierte Steppuhn im Jahr 2006 die Dauerausstellung Waldglashütten im Taunus im Freilichtmuseum Hessenpark, im Jahr 2011 die Sonderausstellung Glas aus dem Taunus – Glashandwerk von 1200–1700 in Bad Homburg vor der Höhe.
Steppuhn lebte in Mecklenburg-Vorpommern und in Nienburg (Weser). 2017 erkrankte er an ALS mit einem besonders schnellen Verlauf. Er starb am 17. April 2018 im Alter von 62 Jahren.

## Veröffentlichungen (Auswahl)
- Glasfunde aus Lübeck I: Ein islamisches Goldemailglas des 13. Jahrhunderts. In: Der Glasfreund 2/1994, S. 24–32.
- Ein islamisches Goldemailglas aus Lübeck, Königstraße 32. In: M. Gläser (Hrsg.), Archäologie des Mittelalters und Bauforschung im Hanseraum. Eine Festschrift für Günter P. Fehring. Schriften des Kulturhistorischen Museums in Rostock 1, Rostock, 1993, S. 479–484.
- Gold- und emailbemalte Gläser des 12. und 13. Jahrhunderts aus Norddeutschland. In: Annales du 13e congrès de l’Association Internationale pour l’Histoire du Verre, Amsterdam 1996, S. 319–331.
- Bleiglasperlen des frühen und hohen Mittelalters in Nordeuropa. In: U. v. Freeden und A. Wieczorek (Hrsgg.), Perlen: Archäologie, Techniken und Analysen. Akten des Internationalen Perlensymposiums in Mannheim vom 11. bis 14. November 1994 [Kolloquien zur Vor- und Frühgeschichte 1], Bonn, 1997, S. 203–209.
- Die Glasfunde von Haithabu. (= Berichte über die Ausgrabungen in Haithabu 32). Wachholtz, Neumünster 1998, ISBN 3-529-01932-1
- Die Gläser aus dem Brunnen des Rathauskellers in Wismar. Mit besonderer Berücksichtigung der spätmittelalterlichen Rippen- und Kreuzrippenbecher. Wismarer Studien zur Archäologie und Geschichte 5, 1995, Wismar, 1999, S. 57–81.
- Der mittelalterliche Gniedelstein: Glättglas oder Glasbarren? Zu Primärfunktion und Kontinuität eines Glasobjektes vom Frühmittelalter bis zur Neuzeit. Nachrichten aus Niedersachsens Urgeschichte 68, Stuttgart, 1999, S. 113–139.
- Glasfunde des 11. bis 17. Jahrhunderts aus Schleswig. Ausgrabungen in Schleswig. Berichte und Studien 16, Neumünster 2002.
- Der (un)getrübte Blick nach draußen... Zur Entwicklungsgeschichte des Glasfensters in Europa. In: G. Helmig, B. Scholkmann und M. Untermann (Hrsg.), Medieval Europe Basel 2002. 3rd International Conference of Medieval and Later Archaeology. Preprinted Papers 1, Hertingen, 2002, S. 371–378.
- Spätmittelalterliche Glashütten unterhalb des Glaskopfes im Hochtaunus. In: P. Steppuhn (Hrsg.), Glashütten im Gespräch. Berichte und Materialien vom 2. Internationalen Symposium zur archäologischen Erforschung mittelalterlicher und frühneuzeitlicher Glashütten Europas, Lübeck, 2003, S. 186–194.
- Katalog. In: E. Ring (Hrsg.), Glaskultur in Niedersachsen. Tafelgeschirr und Haushaltsglas vom Mittelalter bis zur frühen Neuzeit. Katalog zur Ausstellung der Stadtarchäologie Lüneburg vom 11.05. bis 24.08.2003, Husum, 2003, S. 47–187.
- Beads of glass and stone. In: S. H. Fuglesang and D. M. Wilson (Hrsg.), The Hoen Hoard. A Viking gold treasure of the ninth century. [Acta ad archaeologiam et artium historiam pertinentia XIV / Norske Oldfunn XX], Rom, 2006, S. 203–220, S. 276–285.
- Tragisches Ende einer Glashütte († 1462?). In: Mitteilungen der Deutschen Gesellschaft für Archäologie des Mittelalters und der Neuzeit 16, 2005, S. 86–91. (Digital)
- unter Mitarbeit von Ingrid Berg: Waldglashütten im Taunus. Geschichte – Archäologie – Produkte. Begleitbuch zur Dauerausstellung im Freilichtmuseum Hessenpark. Frankfurt am Main 2006, ISBN 978-3-930095-04-9
- Glasproduktion und Glasprodukte an der Schwelle vom Mittelalter zur Renaissance. In: H. Meller, St. Rhein und H.-G. Stephan (Hrsg.), Luthers Lebenswelten. [Tagungen des Landesmuseums für Vorgeschichte Halle 1, 2008], Landesamt für Denkmalpflege und Archäologie Sachsen-Anhalt, Halle/Saale, 2008, S. 131–142.
- Archäologie einer Glashütten-Landschaft – Der Hochtaunus. In: Berichte der Kommission für Archäologische Landesforschung in Hessen 9, 2006/2007 (2009), S. 21–129.
- Archäologie, Geschichte und Rekonstruktion der Spessarter Glashütte Epstein I bei Kleinkahl. In: Aschaffenburger Jahrbuch 28, Aschaffenburg, 2010, S. 9–55.
- Rotes Glas aus archäologischen Kontexten des Mittelalters und der frühen Neuzeit in Europa. In: L. Clemens und P. Steppuhn (Hrsg.), Glasproduktion – Archäologie und Geschichte. Interdisziplinärer Dialog zwischen Archäologie und Geschichte. Beiträge zum 4. Internationalen Symposium zur archäologischen Erforschung mittelalterlicher und frühneuzeitlicher Glashütten Europas, Trier, 2012, S. 157–170.
- Emailbemalte Gläser des 13./14. Jahrhunderts aus der Altstadt von Lübeck. In: A. Falk, U. Müller und M. Schneider (Hrsg.), Lübeck und der Hanseraum – Beiträge zu Archäologie und Kulturgeschichte. Festschrift für Manfred Gläser, Lübeck, 2014, S. 193–206.
- Produktions-Verzeichnis und archäologische Funde der Jahre 1617 und 1618 von „…der glaßhutten bey Obernembs“ im Hochtaunus. In: E. Černá und P. Steppuhn (Hrsg.), Glasarchäologie in Europa: Regionen – Produkte – Analysen. Beiträge zum 5. Internationalen Symposium zur archäologischen Erforschung mittelalterlicher und frühneuzeitlicher Glashütten Europas, Most, 2014, S. 97–114.
- Mittelalterliche und frühneuzeitliche Glasfunde aus der Altstadt von Lübeck. Mit einem Beitrag von Ulrich Schüßler und Michael Wilde. In: M. Gläser (Hrsg.), Lübecker Schriften zu Archäologie und Kulturgeschichte 30, Rahden, 2016, ISBN 978-3-86757-430-3.